# Caro (Morbihan)
Pour les articles homonymes, voir Caro.
Caro [kaʁo] est une commune française, située dans le département du Morbihan en région Bretagne. Elle fait partie de la communauté de communes De l'Oust à Brocéliande Communauté

## Géographie

### Situation
| Monterrein                     | Augan              |          |
| La Chapelle-Caro Saint-Abraham | Caro               | Reminiac |
| Saint-Marcel                   | Missiriac, Ruffiac |          |

À proximité de la petite ville de Malestroit, la commune rurale de Caro occupe une position excentrée au nord-est de son bassin. D'une superficie de 3 772 hectares, elle est bordée par huit autres communes : Réminiac, à l'est, Augan au nord, Monterrein au nord-ouest, la Chapelle-Caro et Saint-Abraham à l'ouest, Saint-Marcel au sud-ouest et Missiriac et Ruffiac au sud. Ses dimensions sont relativement importantes, soit 10,5 km d'est en ouest et 7 km du nord au sud.

### Relief
L'altitude moyenne de la commune est de 90 mètres. Le bourg occupe une position centrale et dominante au cœur d'un réseau abondant de villages et de hameaux. Positionné sur un point haut (environ 125 m), il surplombe un paysage particulièrement vallonné. Bien que modeste, cette altitude est l'une des plus élevées du pays de Guer à Ploërmel.

### Paysages et habitat
Le remembrement de 1976 a profondément transformé l'identité bocagère de la commune mais elle reste relativement boisée, notamment au centre et vers l'est. La lande de Chêne-Tort, ou bois de Chêne-Tort, a conservé son caractère forestier, matérialisant la séparation avec les communes voisines de Monterrein et de la Chappelle-Caro au nord du village de la Gajale.

### Géologie
Géologiquement,, le territoire communal de Caro est positionné sur le synclinal paléozoïque isolé de Réminiac, constituant le contrefort méridional de l'ellipse de Réminiac. Cette assise briovérienne est dominée par le schiste. À l'ouest, une bande de terres alluvionnaires du quaternaire s'étend jusqu'à l'Oust, principale rivière de la région.
Le Bas-Caro, des villages de Kesrablon à la Bourzaie, est sous-bassée de schiste du briovérien moyen et supérieur (ère Primaire). Une bande de grès traverse la commune du bois de Chêne-Tort jusqu'au village de la Métairie-Neuve (cambrien et trémadocien), englobant le bourg. Le schiste lui succède pratiquement sur tout le reste la commune. À l'extrémité nord-est, une autre enclave de grès entoure le village de la Ville-Buo. Des gisements fossilifères schisteux existent, notamment au hameau de Chaudeveille sur les hauteurs du bourg et au Valet.
Le grès a fait l'objet d'une exploitation à usage de d'empierrement des routes et des chemins, ainsi qu'à la construction. De nombreuses maisons sont bâties avec cette pierre extraite jadis du sol communal. Il est établi également que la tour-clocher de l'église paroissiale de Caro a été bâtie avec des pierres de grès provenant de la Ville-Buo. Le schiste a également été exploité, d'anciennes cavités témoignent de la présence d'une ancienne carrière ardoisière à la Gerbaudaie. Son exploitation a pris fin dans les années 1960.

### Hydrographie
Pour un article plus général, voir Réseau hydrographique du Morbihan.
La commune est située dans le bassin Loire-Bretagne. Elle est drainée par l'Oust, les Arches, le Raimond, la Maurinais, le ruisseau de Gardeux, le ruisseau de Gerguy, le ruisseau de Raimond et divers autres petits cours d'eau,.
L'Oust, d'une longueur de 145 km, prend sa source dans la commune de La Harmoye et se jette  dans la Vilaine à Rieux, après avoir traversé 46 communes. 
Les Arches, d'une longueur de 14 km, prend sa source dans la commune de Augan et se jette  dans l'Oust à Saint-Congard, après avoir traversé six communes. 

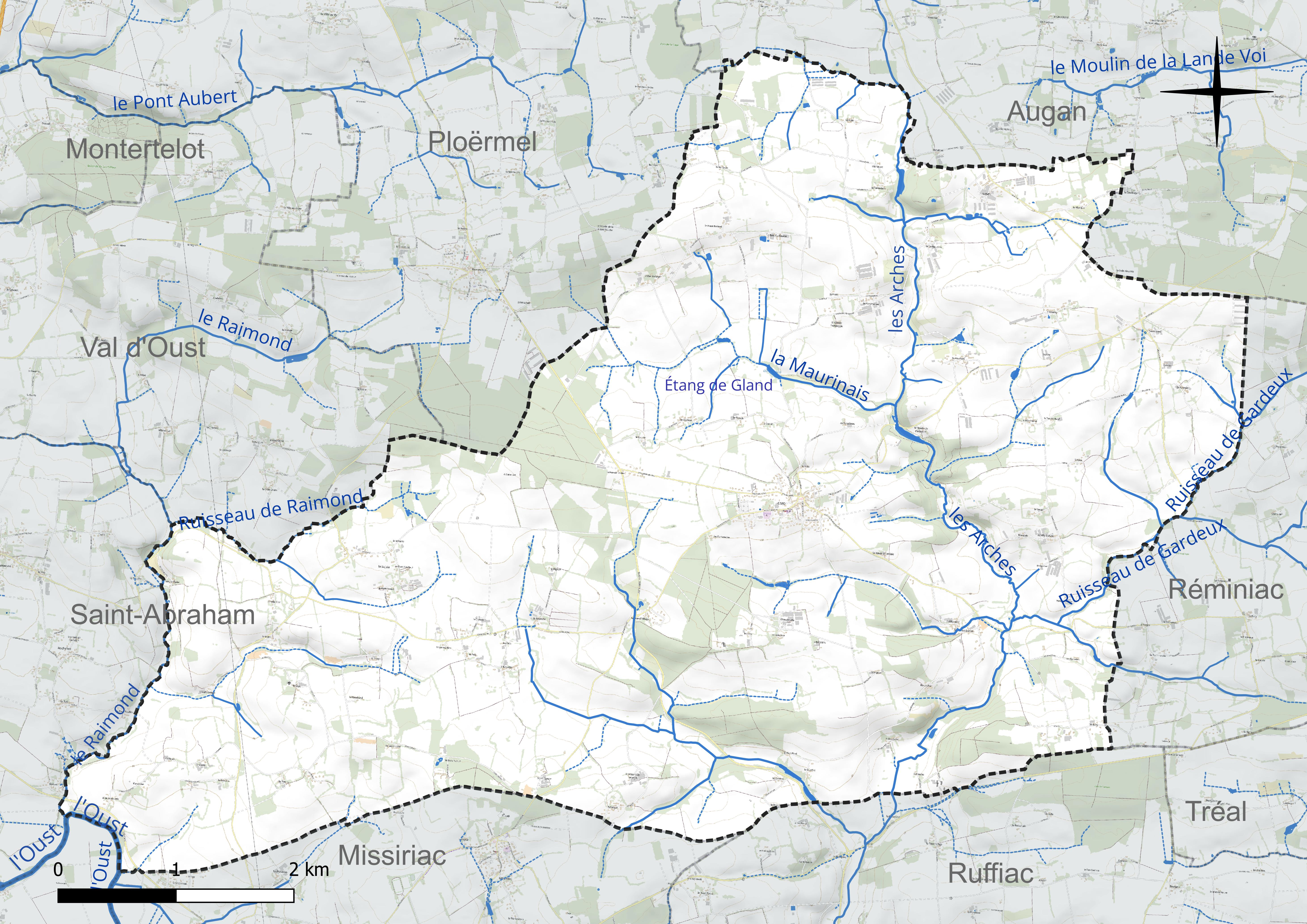
Réseau hydrographique de Caro.

Un plan d'eau complète le réseau hydrographique : l'étang de Gland (0,47 ha),.

### Climat
Pour des articles plus généraux, voir Climat de la Bretagne et Climat du Morbihan.
En 2010, le climat de la commune est de type climat océanique franc, selon une étude du CNRS s'appuyant sur une série de données couvrant la période 1971-2000. En 2020, Météo-France publie une typologie des climats de la France métropolitaine dans laquelle la commune est exposée à un climat océanique et est dans la région climatique  Bretagne orientale et méridionale, Pays nantais, Vendée, caractérisée par une faible pluviométrie en été et une bonne insolation. Parallèlement l'observatoire de l'environnement en Bretagne publie en 2020 un zonage climatique de la région Bretagne, s'appuyant sur des données de Météo-France de 2009. La commune est, selon ce zonage, dans la zone « Intérieur Est », avec des hivers frais, des étés chauds et des pluies modérées.
Pour la période 1971-2000, la température annuelle moyenne est de 11,4 °C, avec une amplitude thermique annuelle de 12,6 °C. Le cumul annuel moyen de précipitations est de 810 mm, avec 12,5 jours de précipitations en janvier et 6,4 jours en juillet. Pour la période 1991-2020, la température moyenne annuelle observée sur la station météorologique la plus proche, située sur la commune de Ploërmel à 10 km à vol d'oiseau, est de 12,0 °C et le cumul annuel moyen de précipitations est de 767,2 mm,. Pour l'avenir, les paramètres climatiques de la commune estimés pour 2050 selon différents scénarios d'émission de gaz à effet de serre sont consultables sur un site dédié publié par Météo-France en novembre 2022.

## Urbanisme

### Typologie
Au 1er janvier 2024, Caro est catégorisée commune rurale à habitat très dispersé, selon la nouvelle grille communale de densité à sept niveaux définie par l'Insee en 2022.
Elle est située hors unité urbaine. Par ailleurs la commune fait partie de l'aire d'attraction de Ploërmel, dont elle est une commune de la couronne,. Cette aire, qui regroupe 19 communes, est catégorisée dans les aires de moins de 50 000 habitants,.

### Occupation des sols
L'occupation des sols de la commune, telle qu'elle ressort de la base de données européenne d’occupation biophysique des sols Corine Land Cover (CLC), est marquée par l'importance des territoires agricoles (88,7 % en 2018), une proportion sensiblement équivalente à celle de 1990 (89 %). La répartition détaillée en 2018 est la suivante : 
terres arables (64,7 %), zones agricoles hétérogènes (22,4 %), forêts (9,4 %), zones urbanisées (1,9 %), prairies (1,7 %). L'évolution de l’occupation des sols de la commune et de ses infrastructures peut être observée sur les différentes représentations cartographiques du territoire : la carte de Cassini (XVIIIe siècle), la carte d'état-major (1820-1866) et les cartes ou photos aériennes de l'IGN pour la période actuelle (1950 à aujourd'hui).

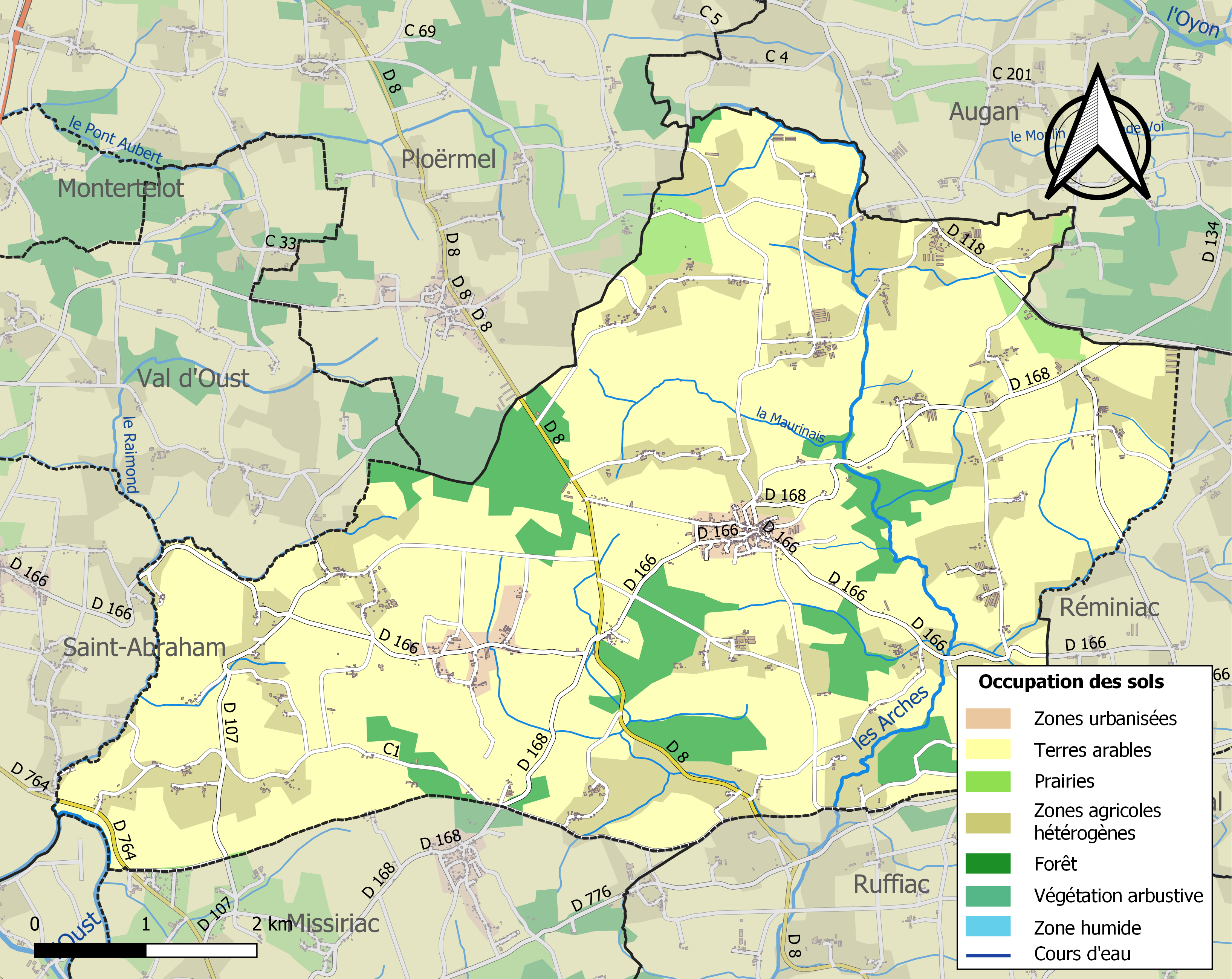
Carte des infrastructures et de l'occupation des sols de la commune en 2018 (CLC).

## Toponymie
Le nom de la localité est mentionné sous les formes Caroth en 833 et 1131, Caroch de nouveau en 1131, Charoth en 1148, ecclesia de Karou en 1330 et Caro au XVIe siècle.
Caro, en breton Karozh, a le sens de Karv , ar c'harv, substantif masculin prononcé "Karo", et signifiant « le cerf ». Ce sens se retrouve signifié dans les armoiries de la commune. Caro pourrait aussi venir du mot Carrofum, qui équivaut au mot latin quadruvium (carrefour).
Deux autres hypothèses de traduction sont également possibles :
- En se basant sur le nom "Caroth" présent en 833, 856, 859 et 878. En effet, la 1re partie "Car" serait à rapprocher du vieux breton "Caer" qui signifie village. La seconde partie "Roth", quant à elle, pourrait être associée au breton "Ros" qui signifie "tertre". La traduction serait alors le village du tertre ce qui semble parfaitement correspondre à la géographie[réf. nécessaire].
- En se basant sur le nom "Caroch" présent en 1131. La 1re partie "Car" signifiant toujours village, la seconde partie "Roc'h" signifiant le rocher, ce qui donnerait le village du rocher. Cette hypothèse pourrait se tenir si on trouvait des dolmens/allées couvertes à proximité comme c'est le cas aux lieux-dits Kerroc'h à Ploemeur (dolmen), Kerroc'h à Quéven (dolmen à couloir), Kerroch à Plouharnel (dolmen) ou Kerroc'h à Plouneour-Trez. Ou si le village  de Caro avait été déplacé depuis un autre endroit à proximité de l'un de ses mégalithes, la stèle du Pommant, le menhir de Bodel ou l'une des allées couvertes du Chêne-Tord, du Grand-Village, du Fray ou du Lobo... On n'en connaît aucune preuve....[réf. nécessaire].

## Histoire

### Préhistoire
Plusieurs monuments funéraires mégalithiques ont été édifiés sur le territoire de Caro par les hommes de la Préhistoire, parmi lesquels certains subsistent encore de nos jours : l'allée couverte du Grand Village ; l'allée couverte de Caro ; l'allée couverte de Lobo ; l'allée couverte de la Gajale.

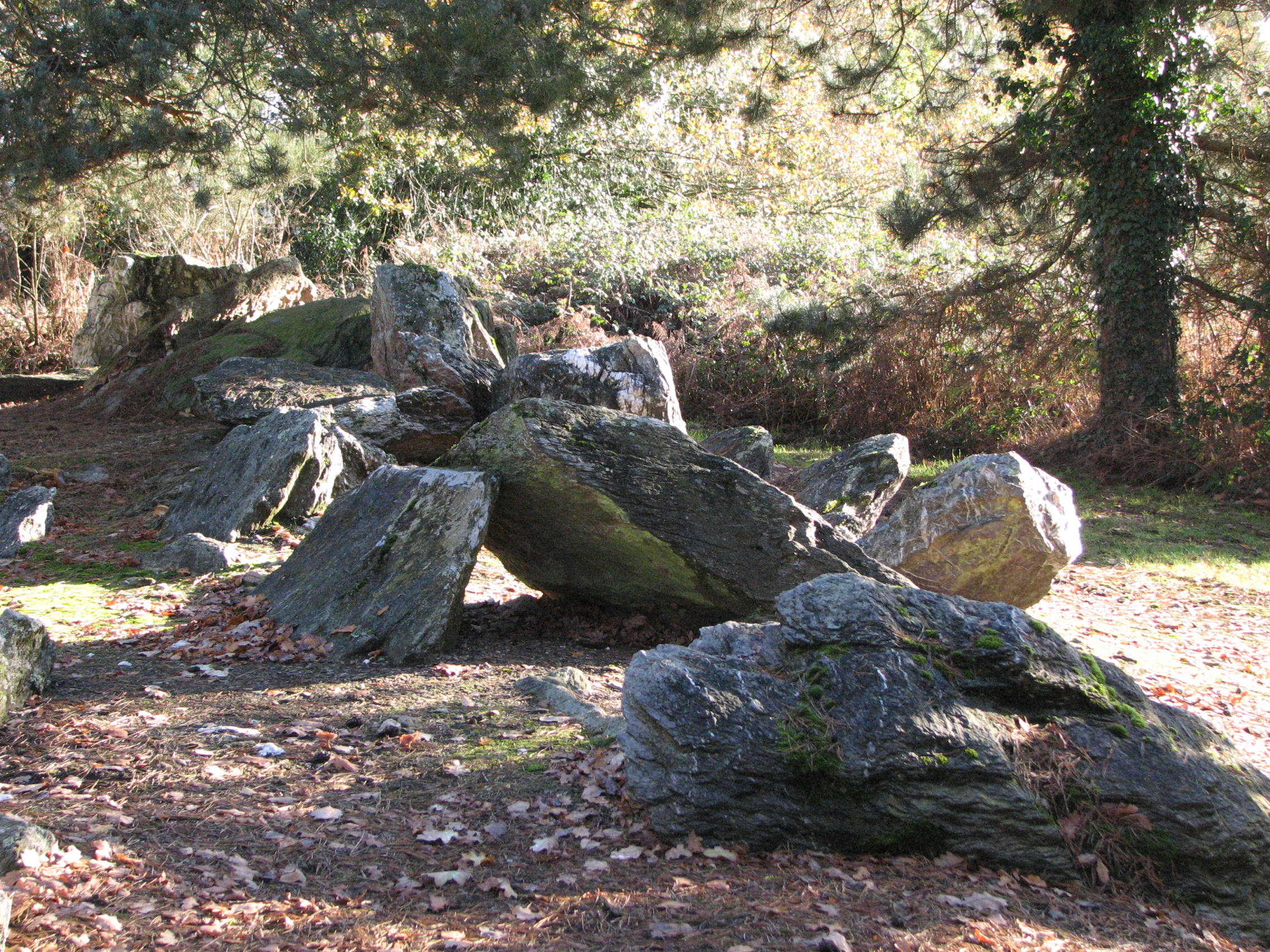
Allée couverte de Caro
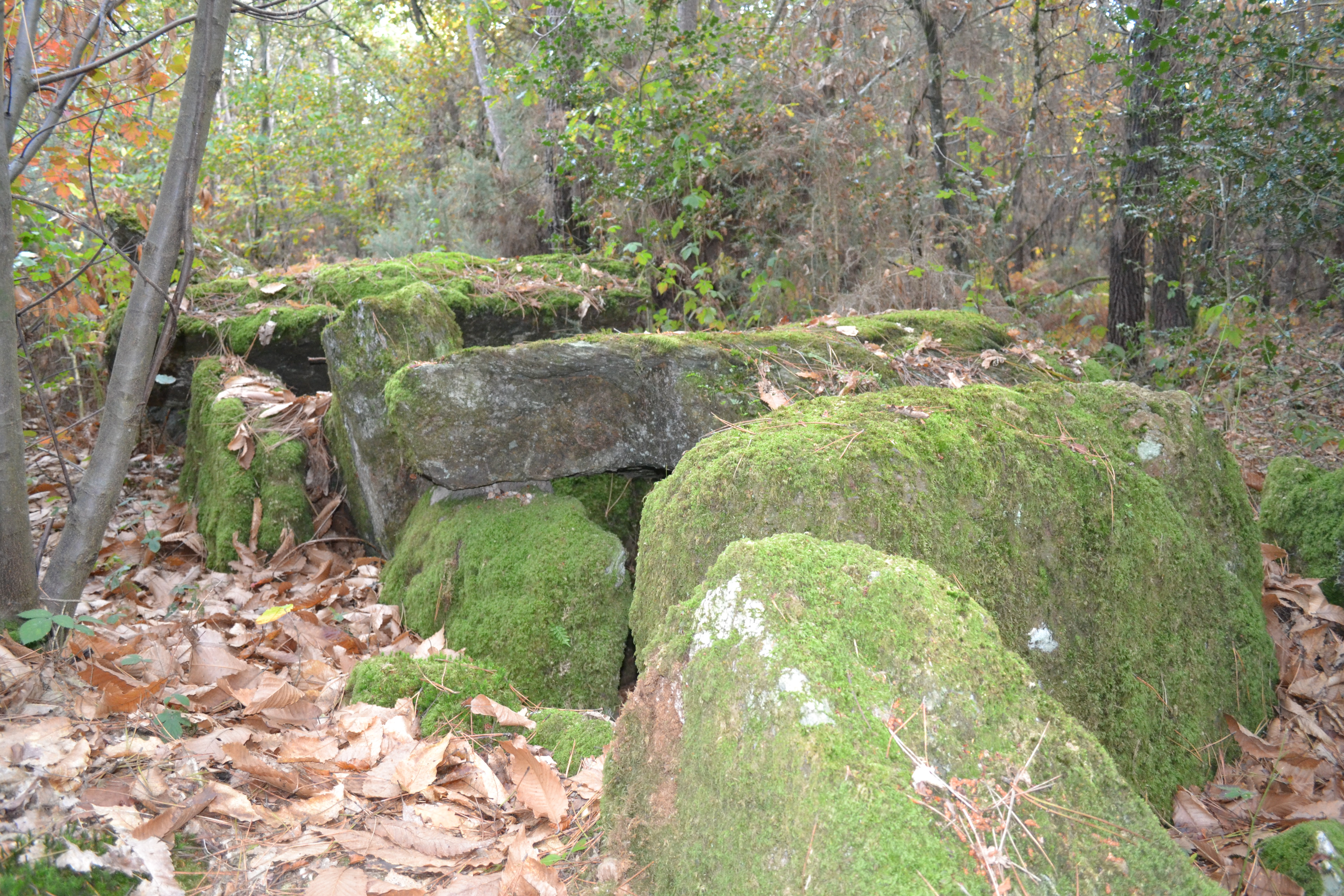
Allée couverte de Lobo
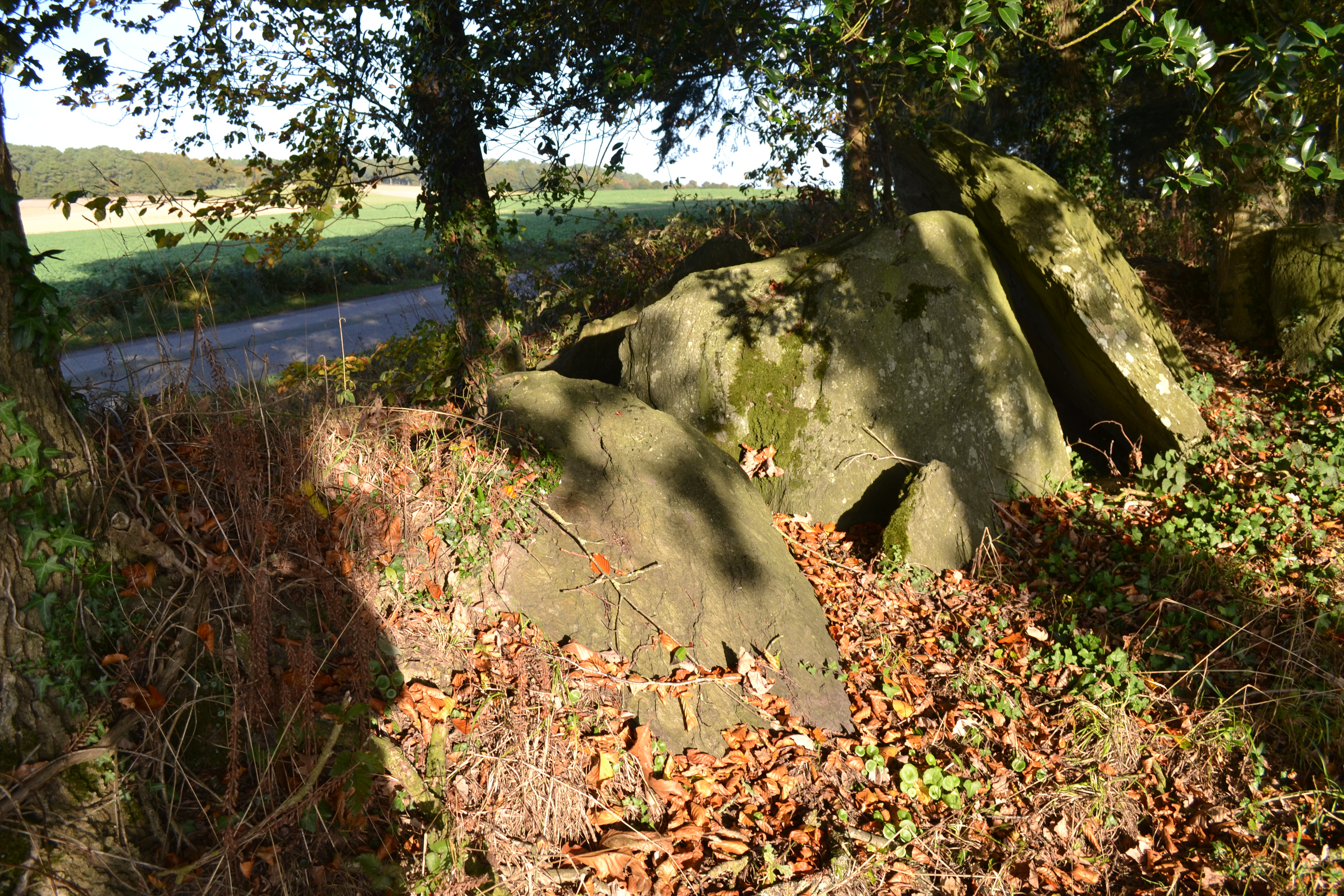
Allée couverte de la Gajale.

### Antiquité
La voie romaine de Juliomagus (Angers) à Vorgium (Carhaix), dite «Chaussée d'Ahès», sert aujourd'hui de limite avec la commune de Missiriac. Une borne leugaire romaine, (distance indiquée en lieues gauloises)  a été trouvée en 1976 au lieu-dit « les Terres de Crohenneuc », lors de travaux effectués sur la chaussée. Elle est dédiée au César Tetricus le Jeune et datée d'entre la fin 270 et le début 274 après J.C.
Une seconde borne milliaire, dédiée aux empereurs de la première Tétrarchie et datée des années 293-305, ne porte pas d'indications de distance. Elle sert actuellement de socle à la croix du cimetière. Cette christianisation en guise de remploi lui a permis d'éviter une destruction plus définitive.

### Moyen Âge
L'acte de donation du patrimoine noble du seigneur Wiakalsn, qui se fit moine à l'abbaye Saint-Sauveur de Redon, signé par Condeloc, un des moines fondateurs de l'abbaye, fut signé au IXe siècle au château du Liscoët.
En 1131 les dîmes de l'église paroissiale de Caro furent réunies à celles de la chapelle de la Madeleine de Malestroit.
Jean-Baptiste Ogée cite comme maisons nobles à Caro en 1300 le château du Bodel, la seigneurie de Rampouet, le Beyzit, le Guine-des-Touches, la Barre, le Cleyo, la Guiodais, le Coy, la Bouexière, le Lobo, Caro, le Vaupinel, Trevegat. Il ajoute à cette liste pour l'année 1660 le Fresne, le Tay, la Briandais et le Bois-Rouaud.

### Temps Modernes

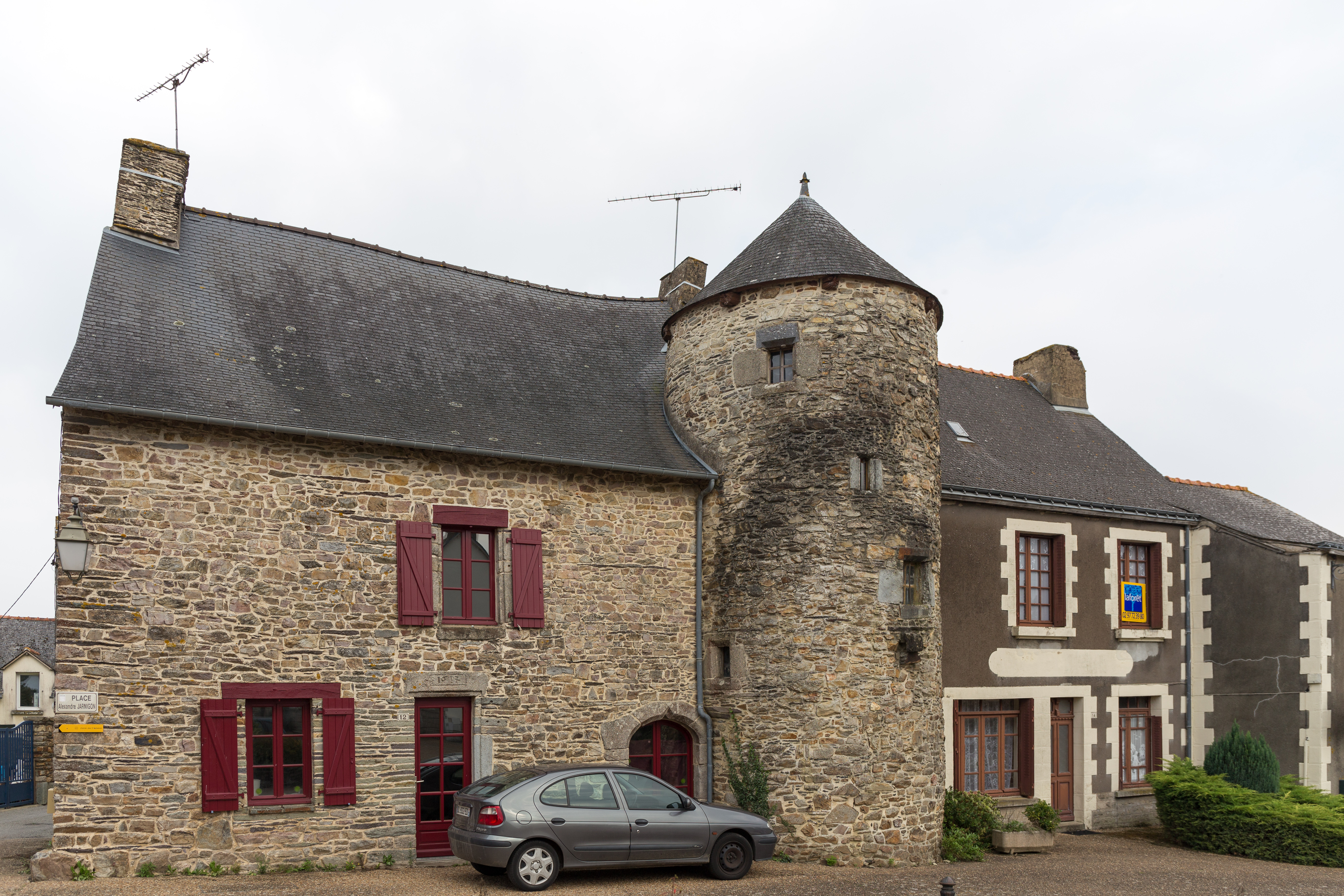
Manoir de la Tour, ancienne maison du tribunal de Caro.

Jean-Baptiste Ogée décrit ainsi Caro en 1778 :

« Caro ; sur une hauteur ; à 19 lieues au Sud-Sud-Ouest de Saint-Malo, son évêché ; à 11 lieues trois-quarts de Rennes ; et à 2 lieues de Ploërmel< sa subdélégation et son ressort. On y compte 2 000 communiants. La cure est à l'alternative. Ce territoire offre à la vue une belle et riche campagne, bien cultivée ; des prairies, de bons pâturages, quelques bois, et peu de landes. »

### Révolution française
De La Noë, recteur, ainsi que S. Razin et H. P. Cou, tous deux curés de Caro, font partie des signataires d'un texte publié le 12 janvier 1791 par le journal L'Ami du roi annonçant l'opposition des signataires à la Constitution civile du clergé.
Le 19 floréal an IV (9 mai 1796) une colonne de soldats républicains forte de 1 200 à 1 500 hommes, commandée par les adjudants généraux Simon et Crublier, se heurta à une bande de Chouans composée de 700 à 800 hommes au château de la Bourdonnaye ; n'osant pas les attaquer de suite et en ayant perdu la trace ensuite, Simon et Crublier laissèrent leurs soldats se livrer sur les communes de Caro et Monterrein à un pillage qui dura deux jours.

### LeXIXesiècle
A. Marteville et P. Varin, continuateurs d' Ogée, décrivent ainsi Caro en 1843 :

« Caro : commune formée de l'ancienne paroisse de ce nom ; aujourd'hui succursale. La rivière d'Oust sert de limite à une partie du sud et le ruisseau d'Olivet à une partie de l'ouest. Principaux villages : le Haut-Bremen, la Pommeraye, la Moulière, le Bas-Bremen, le Bochan, le Plessix, la Ville-Hervé, le Beyzit, le Grand-Village, la Guirondaye, le Cleyo, la Nouētte, la Ravraye, le Boulay.  Superficie totale : 3 772 hectares 30 ares, dont (...) terres labourables 1 599 ha, prés et pâturages 367 ha, bois 88 hawvergers et jardins 106 ha, landes et incultes 1 508 ha, étangs et canaux 4 ha (...). Moulins à eau d'Olivet, de Neslé, de Brého, de Patouillet, de Raymond ; à vent de Bignon, du Cleyo, Neuf, Bodel, de Breho, de la Ville-Buo. Le château du Fresne existe encore (...). Il y a plusieurs petits étangs : ceux de Patouillet, du Tay, de Raymond. (...) La route royale n° 164, dite d'Angers à Brest, passe dans la partie sud-ouest de la commune. Il y a foire à la chapelle Saint-Yves le deuxième mercredi de mai, et à Saint-Nicolas le deuxième mardi de septembre ; le lendemain quand un de ces jours est férié. Géologie : schiste argileux. On parle le français [en fait le gallo]. »

En 1854 la commune de Caro, ainsi que de nombreuses communes des alentours, est ravagée par une épidémie de dysenterie.
En 1873 « des habitants de La Chapellle, de Caro, de Lizio, de Quily, de Plumelec (Morbihan) demandent le rétablissement, dans le plus bref délai, de la royauté en la personne de Henri V, héritier légitime de la couronne de France ».

### LeXXesiècle

#### La Belle Époque
En 1907 le journal L'Ouest-Éclair déplore l'arriération des pratiques agricoles dans la région : « Que de landes encore, du côté de Campénéac par exemple, et comme les paysans sont routiniers par là. À Malestroit c'est pis encore ; de Saint-Marcel au Roc-Saint-André, par Sérent, de Réminiac à Monterrein, par Caro, comptez les terrains incultes, à peine plantés de maigres sapins. (..) Pourquoi alors ces progrès si lents qui paraissent nuls ? Pourquoi le sol de Sérent ou de Ménéac ne produiraient-ils pas aussi bien que celui de Bréhan ? Ces terrains sont trop maigres, dira-t-on. (..) La faute n'est pas à la terre, elle n'est pas plus au manque de bras, elle est au manque d'initiative, au manque d'influences compétentes ».

#### La Première Guerre mondiale
Dès le 8 novembre 1914, alors que la commune compte déjà 8 morts pour la France, le conseil municipal décide d'ériger un monument aux morts ; il fut érigé après la guerre et inauguré le 27 mai 1923.
Le monument aux morts de Caro porte les noms de 82 soldats morts pour la France pendant la Première Guerre mondiale.

#### La Seconde Guerre mondiale
Le monument aux morts de Caro porte les noms de 5 personnes mortes pour la France pendant la Seconde Guerre mondiale.

#### L'après Seconde Guerre mondiale
Raymond Frapsauce, soldat originaire de Caro, est mort pour la France pendant la Guerre d'Algérie.

## Politique et administration
| Période                                  | Période     | Identité                                   | Étiquette    | Qualité                                                         |
| ---------------------------------------- | ----------- | ------------------------------------------ | ------------ | --------------------------------------------------------------- |
| Les données manquantes sont à compléter. |             |                                            |              |                                                                 |
| 1790                                     | 1792        | Joachim Quérant (père)                     | Réfractaire  | Meunier à Bodel, Officier public élu                            |
| 1792                                     | 1793        | Joachim Quérant (fils)                     | Réfractaire  | Officier public élu Meunier à Bodel puis instituteur à Josselin |
| 1793                                     | 1793        | François Lacroix                           | Royaliste    | Officier public élu                                             |
| 1793                                     | 1796        | Pierre Houeix                              | Royaliste    | Officier public élu                                             |
| 1796                                     | 1797        | François Plisson                           | Royaliste    | Agent municipal élu                                             |
| 1797                                     | 1797        | François Le Fort                           |              |                                                                 |
| 1797                                     | 1800        | Julien Réminiac                            |              | Laboureur à la Planche                                          |
| 1800                                     | 1805        | Jean-Marie Burban                          |              |                                                                 |
| 1805                                     | 1816        | François René Picot                        | Royaliste    | Noble. Ancien conseiller au Parlement de Bretagne.              |
| 1816                                     | 1830        | Louis Jean Anger de Kernisan               | Royaliste    | Officier. Ancien seigneur de Saint-Denis.                       |
| 1830                                     | 1839        | Jean-Louis Guilloux(décès)                 |              |                                                                 |
| 1839                                     | 1852        | Pierre Touzée                              |              | Laboureur à la Planche                                          |
| 1852                                     | 1878        | Jean Marie Druais(décès)                   |              |                                                                 |
| 1878                                     | 1908        | Jules Henri de Montfort(décès)             | Monarchiste  | Propriétaire du domaine du Lobo                                 |
| 1908                                     | 1920        | Charles de Lespinay de Marteville de Pancy |              | Propriétaire du domaine du Clio                                 |
| 1920                                     | 1921        | Joseph Burban                              |              | Boucher au bourg                                                |
| 1921                                     | 1921        | Pierre Maubec                              |              | Cultivateur au Bézy                                             |
| 1921                                     | 1942        | Victor Alexandre Drouet d'Aubigny          | Conservateur | Propriétaire du domaine du Lobo (gendre de Jules de Montfort)   |
| 1943                                     | 1967(décès) | Pierre Bocandé                             | MRP          | Cultivateur                                                     |
| 1967                                     | 1983        | Roger Rétif                                | DVD          | Marchand de bestiaux au bourg                                   |
| 1983                                     | 2001        | Roger Frapsauce                            | DVD          | Agriculteur à la Bruyères                                       |
| 2001                                     | 23 mai 2020 | Noël Colineaux                             | UMP-LR       | Cadre supérieur (secteur privé)                                 |
| 23 mai 2020                              | En cours    | Erwan Gicquel                              |              |                                                                 |

Les habitants de Caro sont appelés Caroyens, Caroyennes.

## Population et société

### Démographie
L'évolution du nombre d'habitants est connue à travers les recensements de la population effectués dans la commune depuis 1793. Pour les communes de moins de 10 000 habitants, une enquête de recensement portant sur toute la population est réalisée tous les cinq ans, les populations de référence des années intermédiaires étant quant à elles estimées par interpolation ou extrapolation. Pour la commune, le premier recensement exhaustif entrant dans le cadre du nouveau dispositif a été réalisé en 2007.

En 2022, la commune comptait 1 132 habitants, en évolution de −2,75 % par rapport à 2016 (Morbihan : +3,82 %, France hors Mayotte : +2,11 %).
| 1793  | 1800  | 1806  | 1821  | 1831  | 1836  | 1841  | 1846  | 1851  |
| ----- | ----- | ----- | ----- | ----- | ----- | ----- | ----- | ----- |
| 1 650 | 1 692 | 1 685 | 1 394 | 1 601 | 1 608 | 1 557 | 1 616 | 1 619 |

| 1856  | 1861  | 1866  | 1872  | 1876  | 1881  | 1886  | 1891  | 1896  |
| ----- | ----- | ----- | ----- | ----- | ----- | ----- | ----- | ----- |
| 1 584 | 1 597 | 1 553 | 1 531 | 1 606 | 1 612 | 1 612 | 1 618 | 1 597 |

| 1901  | 1906  | 1911  | 1921  | 1926  | 1931  | 1936  | 1946  | 1954  |
| ----- | ----- | ----- | ----- | ----- | ----- | ----- | ----- | ----- |
| 1 552 | 1 572 | 1 536 | 1 510 | 1 466 | 1 508 | 1 502 | 1 259 | 1 354 |

| 1962  | 1968  | 1975  | 1982  | 1990  | 1999  | 2006  | 2007  | 2012  |
| ----- | ----- | ----- | ----- | ----- | ----- | ----- | ----- | ----- |
| 1 316 | 1 259 | 1 144 | 1 087 | 1 053 | 1 096 | 1 129 | 1 134 | 1 170 |

| 2017  | 2022  | - | - | - | - | - | - | - |
| ----- | ----- | - | - | - | - | - | - | - |
| 1 151 | 1 132 | - | - | - | - | - | - | - |

### Enseignement
Caro possède deux écoles primaires, une publique et l'autre catholique.

## Culture et patrimoine

### Lieux et monuments
- l'église Saint-Hervé ;
- l' allée couverte du Grand Village, site mégalithique ;
- la borne leugaire romaine de Tétricus (Note : les bornes leugaires romaines indiquent les distances en lieues gauloises et non, comme les bornes milliaires, en mille romains) ;
- la borne milliaire romaine de la Tétrarchie, servant de support à la croix du cimetière de Caro ;
- la croix de l'Étang ;
- la croix Boucher ;
- le château du Cleyo date du XIXe siècle, il est inscrit à l'inventaire général du patrimoine culturel[47] ;
- le manoir de Bodel ;
- le manoir du Thay ;
- le manoir de la Billardais date des XVe et XVIe siècles,  il est inscrit à l'inventaire général du patrimoine culturel[48] ;
- le manoir du Bois-Guillaume date du XVIe siècle, il est inscrit à l'inventaire général du patrimoine culturel[49] ;
- le manoir du Bois-Ruault date des XVIe et XVIIe siècles, il est inscrit à l'inventaire général du patrimoine culturel[50] ;
- le manoir de la Guyondaie date du XVIIIe siècle, il est  inscrit à l'inventaire général du patrimoine culturel[51] ;
- le manoir de la Porte Guyondaie date des XVIIe et XVIIIe siècles, il est inscrit à l'inventaire général du patrimoine culturel[52] ;
- le manoir du Fresne vestiges des XVIe et XVIIe siècles, il est inscrit à l'inventaire général du patrimoine culturel[53] ;
- le manoir de Saint-Gonant date du XXe siècle, il est inscrit à l'inventaire général du patrimoine culturel[54] ;
- le manoir du Thay date des XVIe et XVIIe siècles, il est inscrit à l'inventaire général du patrimoine culturel[55].

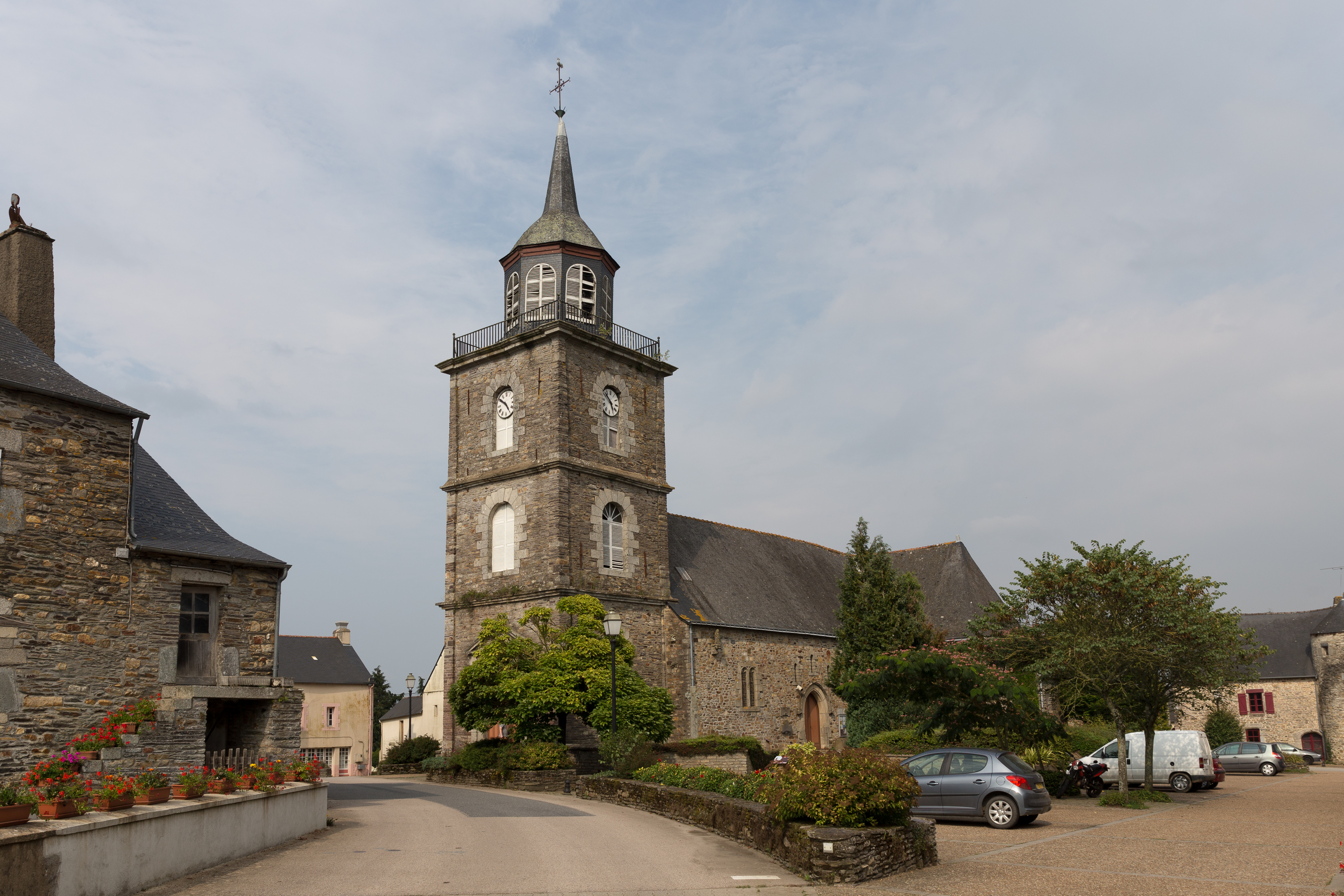
Vue générale de l'église.
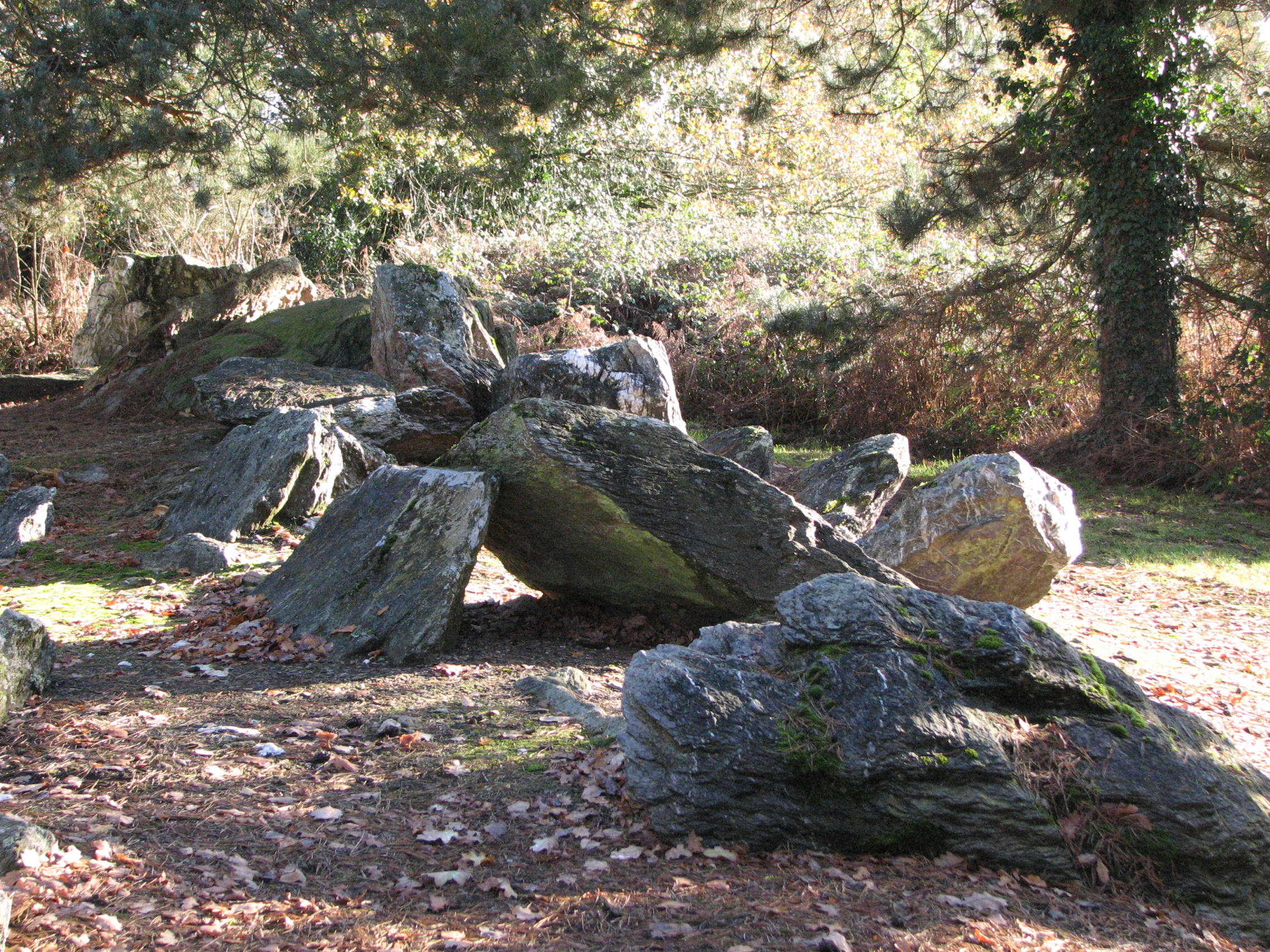
Allée couverte du Grand Village.
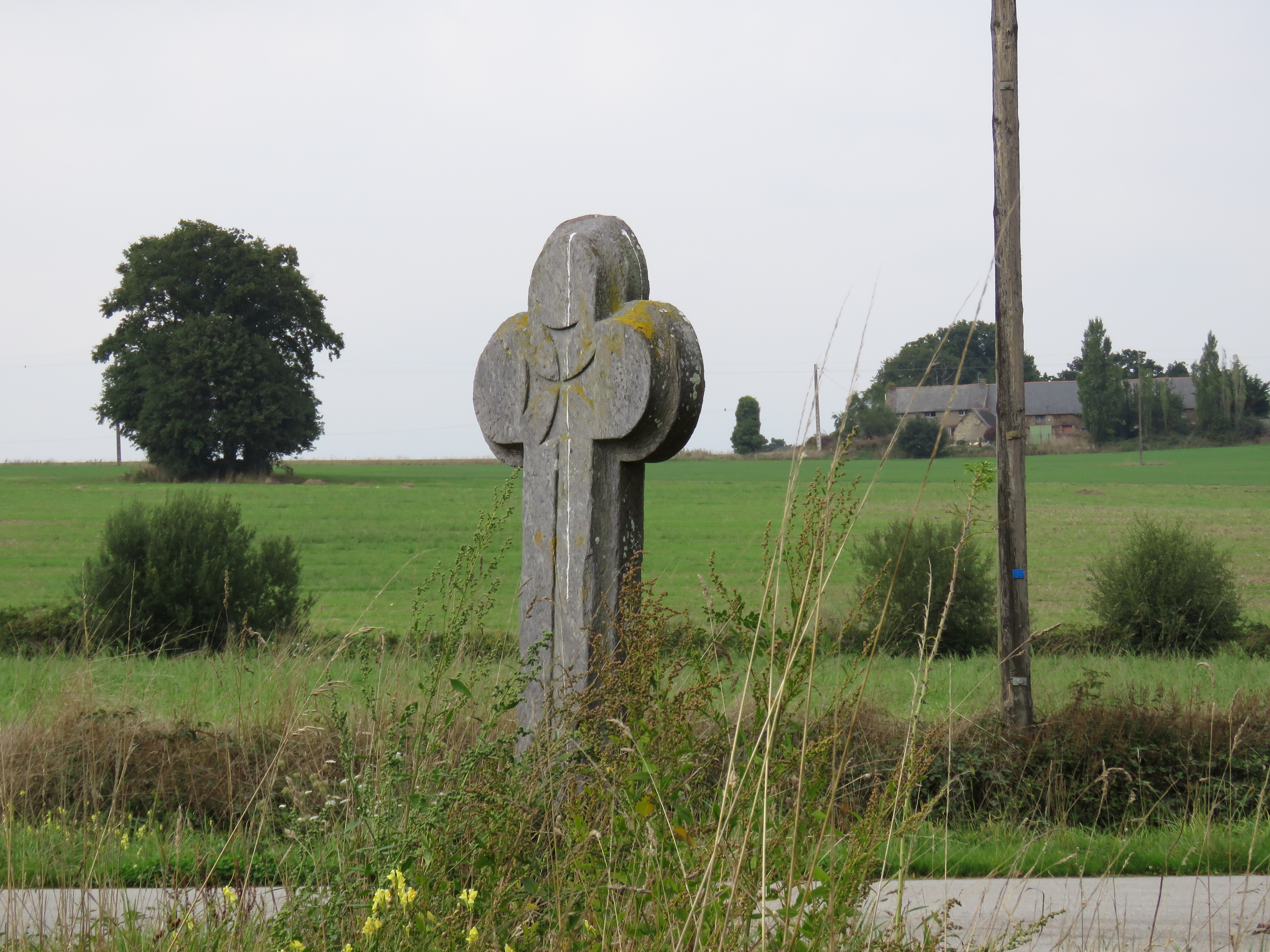
La croix Boucher.

### Héraldique
|  | Les armoiries de Caro se blasonnent ainsi : De gueules au cerf passant d’argent, au chef d’hermines. Conc. B. Frelaut. |

## Personnalités liées à la commune
- Joachim Quérant (père), premier maire de Caro ;
- Charles-Ange de La Monneraye, député et sénateur du Morbihan.